# Вне зоны доступа (фильм)
«Вне зоны доступа» — российский фильм режиссёра Анны Курбатовой, вышедший в прокат 23 сентября 2021 года.

## Сюжет
Шестнадцатилетнего Ваню отправляют на лето к родственникам в деревню. Там он встречает друзей, которых не видел четыре года. Они решают отказаться от гаджетов и придумывать себе приключения без интернета.

## В ролях
- Олег Чугунов — Ваня
- Маргарита Дьяченкова
- Влас Кропалов
- Елизавета Медведева
- Кирилл Кяро
- Нонна Гришаева
- Ксения Теплова
- Александр Нестеров

## Создание
Фильм снимали в Комарово под Петербургом и на острове Койонсаари в Карелии. По словам Гришаевой, цель её участия в проекте — помочь детям в борьбе с зависимостью от гаджетов.

## Восприятие
Валерий Кичин отмечает обаяние молодости, присущее участникам любовного треугольника, их уверенные повадки и органичность перед камерами. Диалоги, по его мнению, принуждённы и заимствованы из воспитательных фильмов 50-х годов, а в названии проступает двойственность в виде сложности морального выбора перед любовью и дружеским долгом.